# Sandra Houben-Meessen
Sandra Houben-Meessen (* 6. Februar 1968) ist eine belgische Politikerin der deutschsprachigen Christlich Sozialen Partei (CSP). Seit 2018 ist sie Mitglied im Parlament der Deutschsprachigen Gemeinschaft in Belgien.

## Leben
Nach dem Abitur am Heidberg-Institut in Eupen erwarb Houben-Meessen 1989 das Graduat in Ergotherapie an der École provinciale supérieure d’ergothérapie et de kinésithérapie. Von 1989 bis 2006 arbeitete sie als Ergotherapeutin im Alten- und Pflegeheim. Seit 2019 ist sie beruflich als pädagogische Fachkraft und Projektmanagerin tätig.
Für die CSP wurde sie 2006 in den Gemeinderat von Lontzen gewählt, wo sie von 2006 bis 2018 Schöffin für Schule, Jugend, Kultur, Senioren, Familie und Soziales war.
Im Dezember 2018 zog sie als Nachfolgerin von Luc Frank, der Bürgermeister von Kelmis wurde, in das Parlament der Deutschsprachigen Gemeinschaft ein. Nach der Wahl im Mai 2019 blieb Houben-Meessen als Ersatzkandidatin für den EU-Abgeordneten Pascal Arimont weiter im Parlament vertreten.